# Upprorsledare
Upprorsledare är en ledare av ett uppror.

## Kända upprorsledare

### Sverige
- Tunne, en träl under kung Egil av Svitjod, som ledde ett uppror och utkämpade flertal slag mot Egil. (Tunne är inte historiskt belagd, han omnämns av Snorre Sturlasson i Ynglingasagan).
- Engelbrekt Engelbrektsson ledare för upproret 1435 mot Erik av Pommern.
- Gustav Vasa leder uppror mot Kristian II och blir senare kung, år 1521.
- Peder Sunnanväder, Knut Mikaelsson och Daljunkern ledare för flera oroligheter under tiden 1524 - 28.
- Ture Jönsson (Tre Rosor), en av ledarna för västgötaherrarna, ett uppror mot Gustav Vasa, år 1529.
- Måns Nilsson i Aspeboda och Anders Persson på Rankhyttan ledare för Klockupproret, år 1532 - 33.
- Nils Dacke, ledare för Dackefejden under Gustav Vasas tid som kung, år 1542 - 43.
- Skinnar Per Andersson, Gustaf Schedin och Vilhelm Gustaf Wrangel, ledare för den Stora daldansen, år 1743.

### Andra länder
- Miguel Hidalgo, ledare för resningen i Mexiko mot Spanien 1810.
- Andreas Hofer, ledare för det tyrolska upproret mot Bayern och Frankrike 1809.
- Thomas Münster, ledare för ett antal bondeuppror i Tyskland under tidigt 1500-tal.
- Kwame Nkrumah, ledare för processen som ledde till Ghanas självständighet 1957.